# Anopsicus pulcher
Anopsicus pulcher is een spinnensoort uit de familie trilspinnen (Pholcidae). De soort komt voor in Cuba.